# Barum Continental

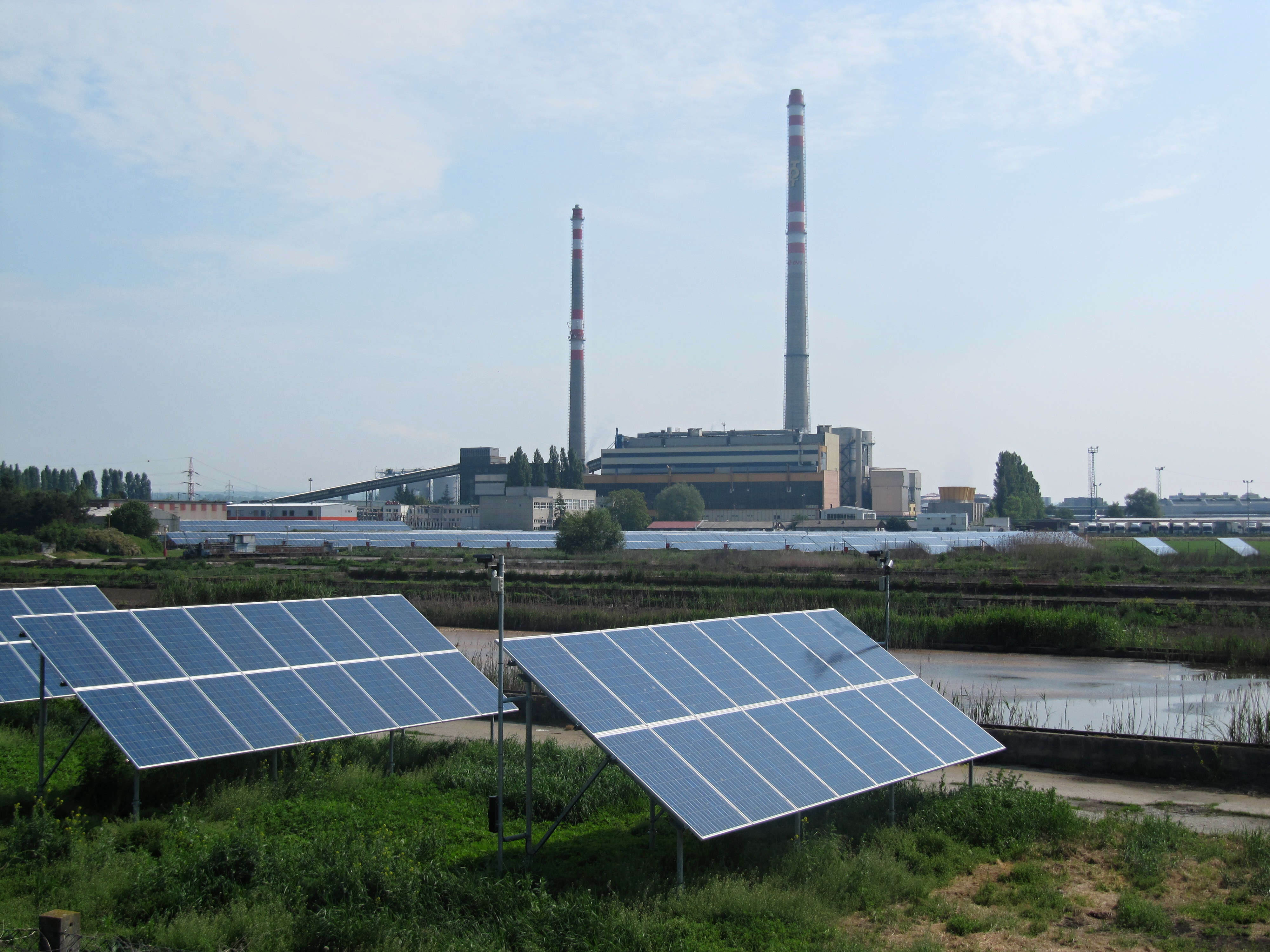
Barum, Otrokovice

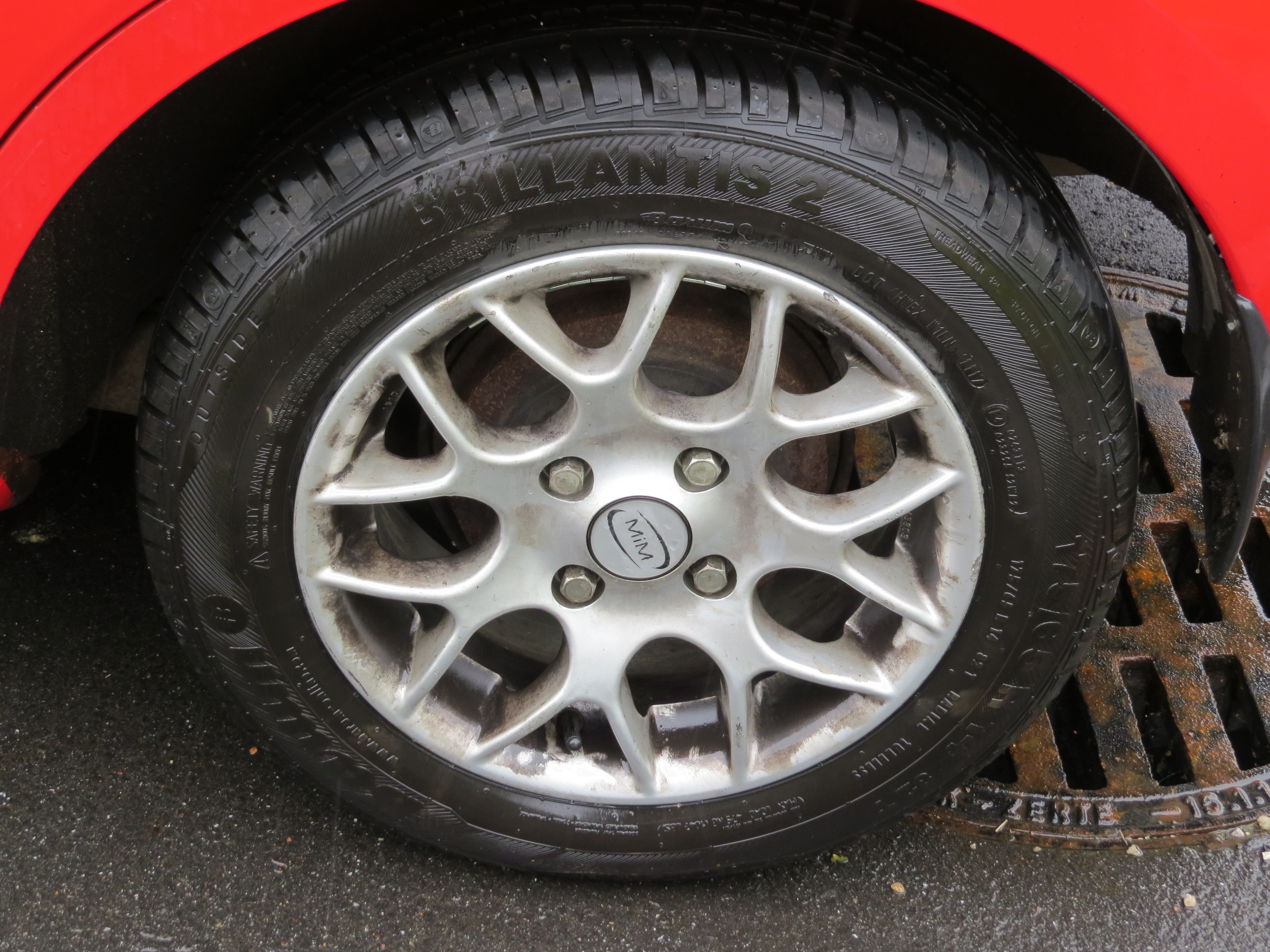
Barum Brillantis 2 175/65 R 14 (2017)

Continental Barum s.r.o. – największy czeski producent opon pneumatycznych do samochodów osobowych, ciężarowych i innych maszyn, należący obecnie do firmy Continental AG. Zakład produkcyjny znajduje się w miejscowości Otrokovice.

## Historia
Szukając nowych dziedzin produkcji, zakłady Baťa w 1932 podjęły się produkcji opon. Dla celów wspólnego marketingu na rynkach zagranicznych wraz z firmami Ruben i Mitas wykreowano markę BARUM. W 1953 powołano samodzielne przedsiębiorstwo oponiarskie, zaś w 1966 nastąpił spadek produkcji opon w byłych fabrykach Baťa. W tym też roku podjęto decyzję o budowie nowego zakładu produkcyjnego w miejscowości Otrokovice, który został ukończony w 1972. Do zakładu została przeniesiona produkcja ze Zlina. Po aksamitnej rewolucji, nazwa firmy została zmieniona na Barum Otrokovice. W 1992 zarząd spółki podpisał umowę joint venture z niemieckim Continental AG. 1 marca 1993 powstała spółka Barum Continental sro, a firma Barum stała się częścią Continental AG, zaś w 1999 największym zakładem produkcji opon w Europie.